# Xã Cornell, Michigan
Xã Cornell (tiếng Anh: Cornell Township) là một xã thuộc quận Delta, tiểu bang Michigan, Hoa Kỳ. Năm 2010, dân số của xã này là 593 người.